# Best Selection (KATSUMIのアルバム)
『Best Selection』（ベスト・セレクション）は2000年10月25日に発売されたKATSUMI3枚目のベスト・アルバム。

## 解説
パイオニアLDCベスト・アルバム企画『Best Selection』シリーズ・ラインナップの1つ。デビュー10周年を記念して発売。キャッチフレーズは「ハイトーンヴォイスが冴えわたる」。移籍後のワーナーミュージック・ジャパン音源楽曲は未収録。ディスクの下に黒地の傷防止剤が入っており（文字やロゴなどはプリントされていない）ブックレットには音楽評論家・松野ひと実のライナーノーツが掲載。

## 収録曲
1. ONE (We are ONE)
2. The Force -Energy Mix-
3. Rose is a Rose
4. YES,抱きしめて
5. 僕達のコレクション
6. Just time girl
7. 君と出会えたこの場所
8. FREEDOM
9. For You
10. 笑顔がいいね
11. BREAK OUT 〜輝ける日々へ〜
12. 明日に架ける夢
13. POWER(Balance of Power)
14. ICE on FIRE
15. 危険な女神